# Moses
Moses — вільний інструмент для статистичного машинного перекладу. Розповсюджується під ліцензією LGPL.